# Wang Wenzhong
Wang Wenzhong (né le 23 septembre 1967) est un athlète chinois, spécialiste du lancer du javelot.

## Biographie
Il remporte la médaille d'or du lancer du javelot lors des championnats d'Asie 1989, à New Delhi, avec la marque de 76,38 m. 

### Palmarès
| Date | Compétition         | Lieu      | Résultat | Épreuve           | Performance |
| ---- | ------------------- | --------- | -------- | ----------------- | ----------- |
| 1989 | Championnats d'Asie | New Delhi | 1er      | Lancer du javelot | 76,38 m     |

### Records
| Épreuve           | Performance | Lieu  | Date        |
| ----------------- | ----------- | ----- | ----------- |
| Lancer du javelot | 78,12 m     | Pékin | 25 mai 1990 |